# Тупичівська Дача-І (заказник)
Тупи́чівська Да́ча-І — ботанічний заказник місцевого значення в Україні. Розташований у межах Чернігівського району Чернігівської області, на північ від села Тупичів.
Площа 324 га. Статус присвоєно згідно з рішенням Чернігівського облвиконкому від 31.07.1991 року № 159. Перебуває у віданні ДП «Городнянське лісове господарство» (Тупичівське л-во, кв. 72-74, 92-94).
Статус присвоєно для збереження частини лісового масиву з цінними насадженнями сосни різного віку; у домішку — береза повисла, вільха чорна.
У трав'яному покриві соснових  угруповань зростають бореальні види (грушанки, котячі лапки звичайні, молодило, конвалія звичайна), у березняках – злаки (костриця червона, мітлиця тонка, мітлиця собача), у вільшняках – гідрофільні види (очерет звичайний, кропива дводомна, сідач коноплевий).

## Галерея

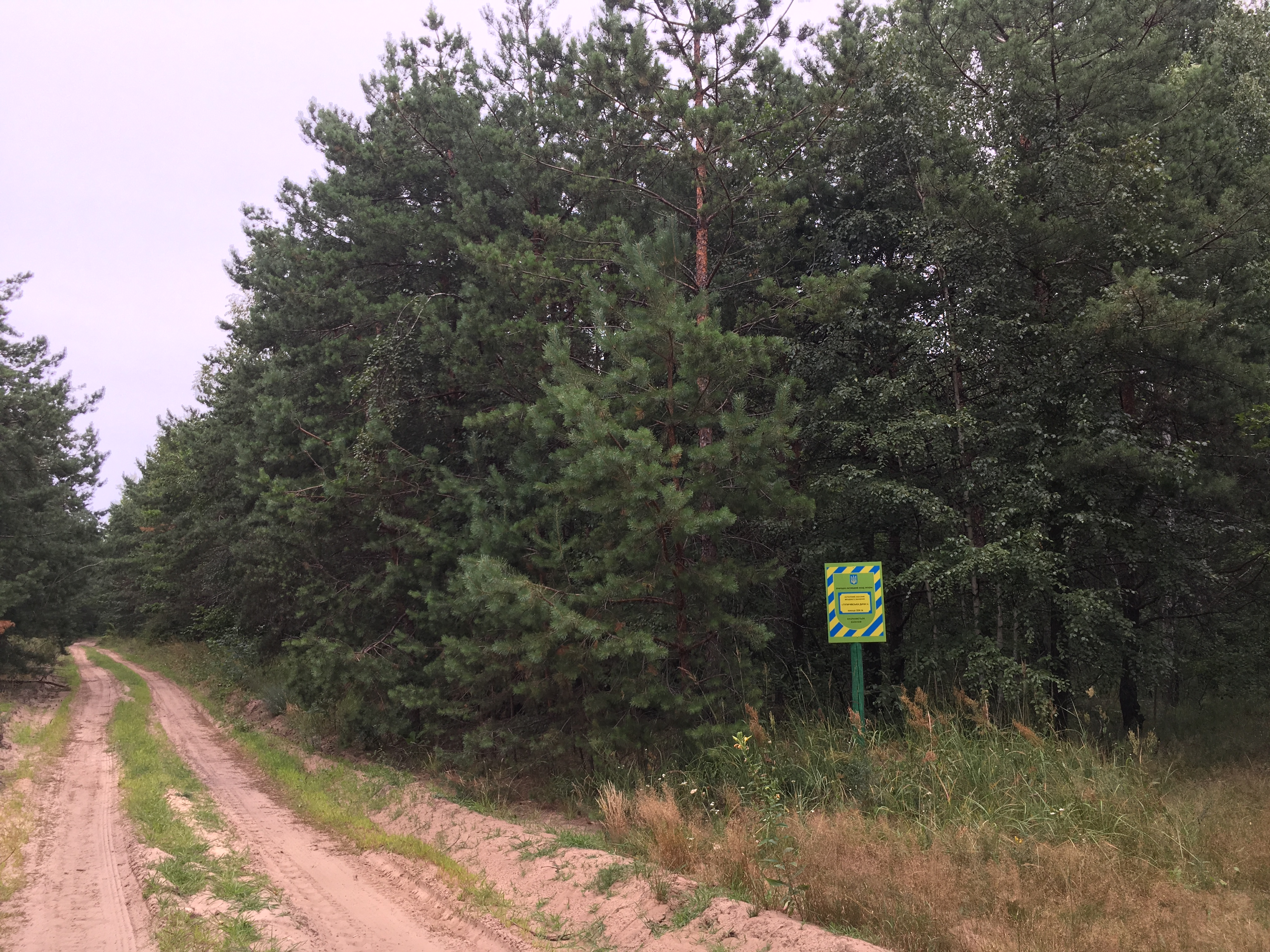
Тупичівська Дача-І Заказник ботанічний 04
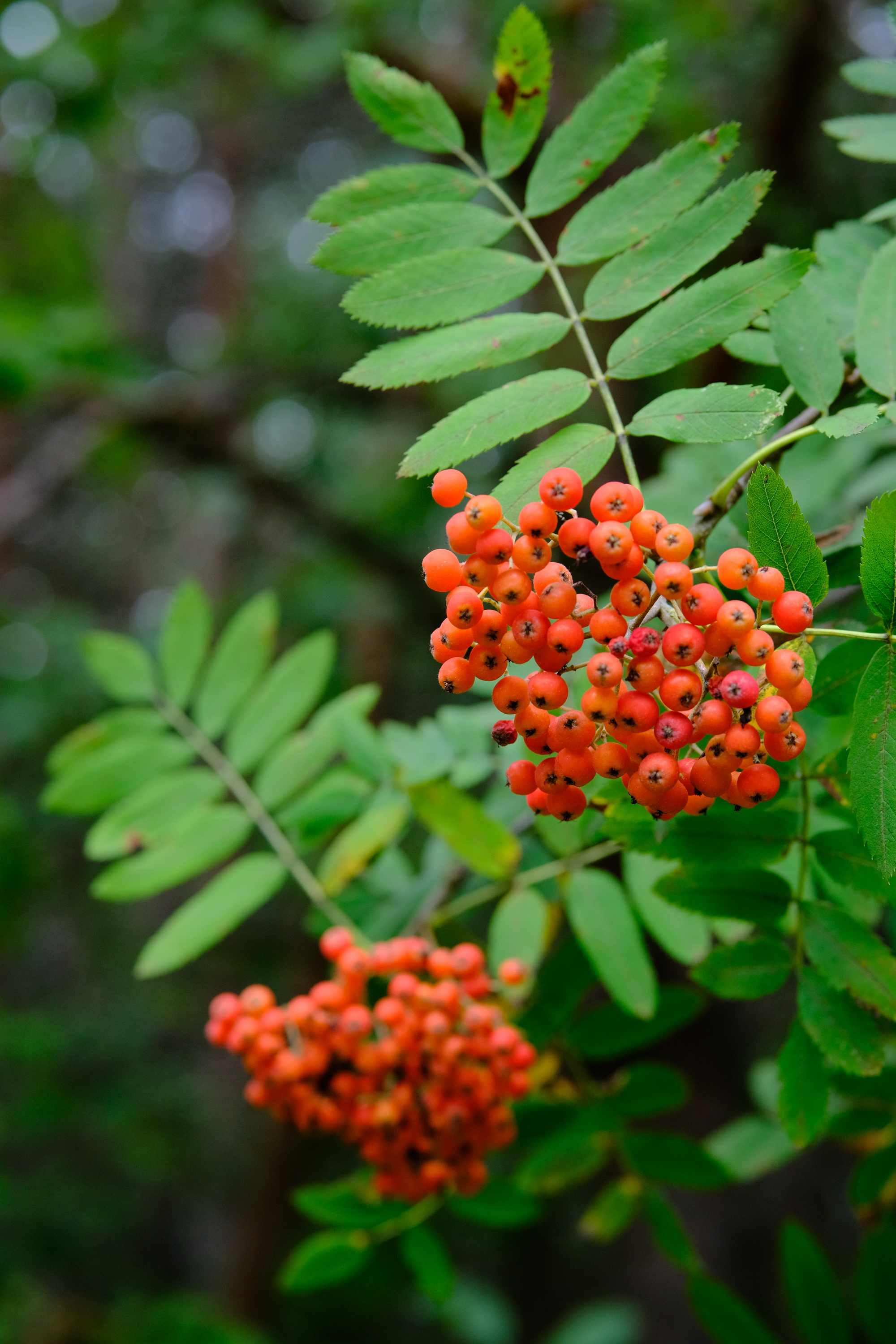
Горобина
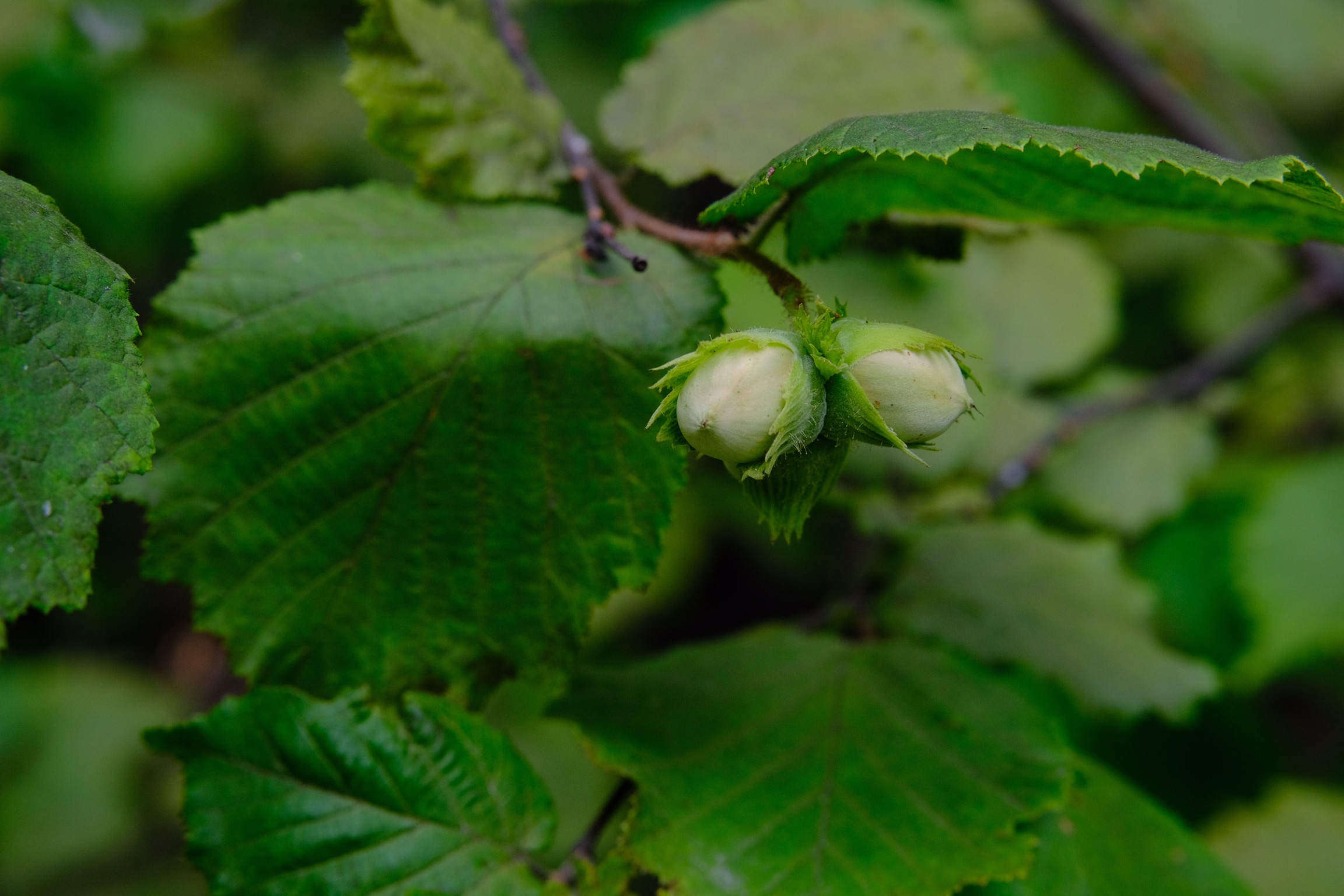
Плоди ліщини